# Zweirad-Center Stadler
Das Zweirad-Center Stadler ist der Markenname der Stadler-Gruppe, einer deutsche Fahrrad-Einzelhandelskette. Sie führt Filialen in verschiedenen deutschen Städten ind eine in Österreich. Sitz des 1936 gegründeten Unternehmens ist Regensburg.

## Geschichte

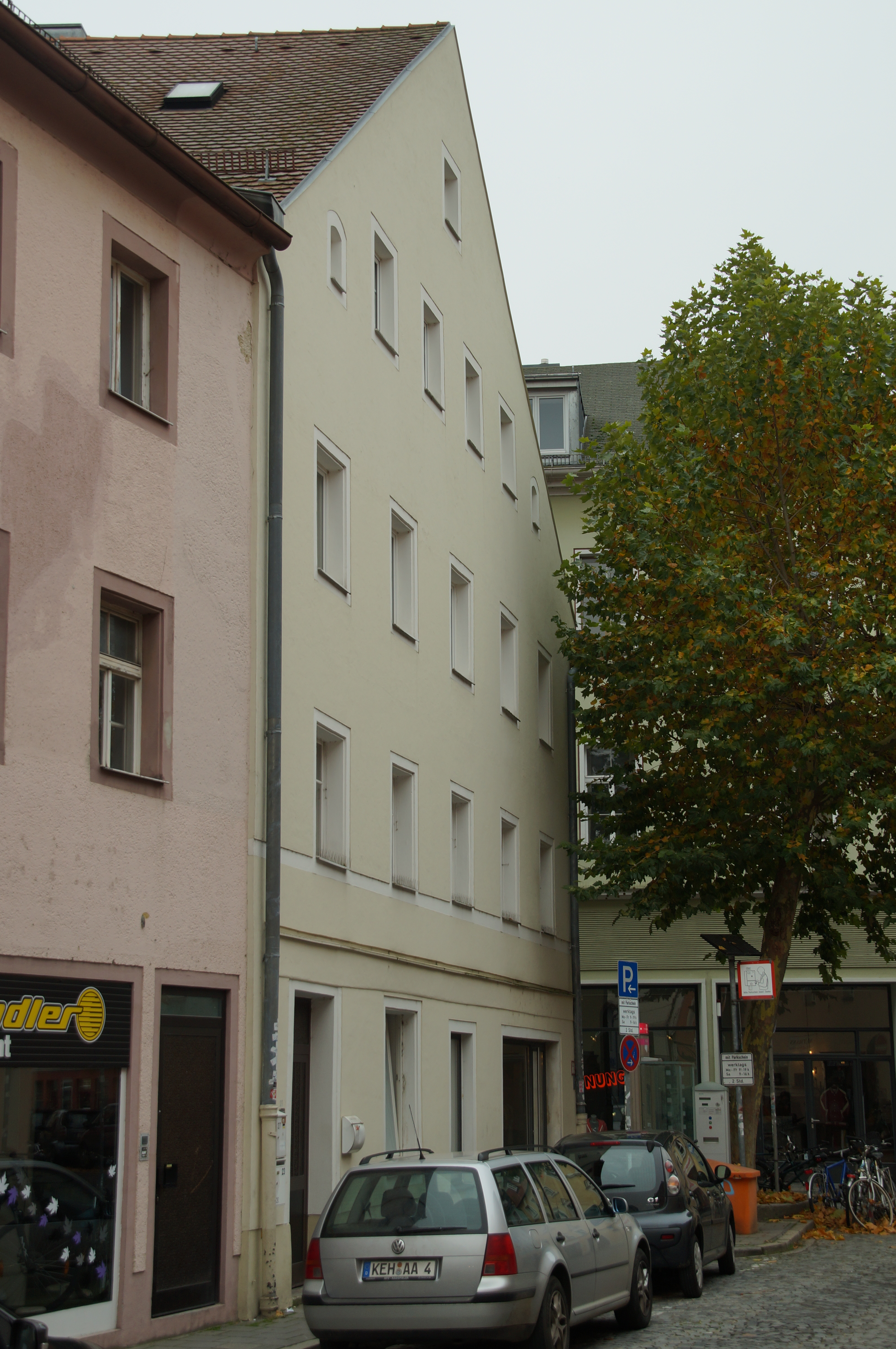
Das erste Geschäft der Händlerkette Stadler besteht unverändert in einem im Kern wohl von 1784 stammenden Satteldachhaus, das nach Zerstörungen 1809 und 1945 wieder hergestellt wurde.

Josef Stadler gründete das Unternehmen 1936 als Fahrradgeschäft in der Schäffnerstraße in der Altstadt von Regensburg.

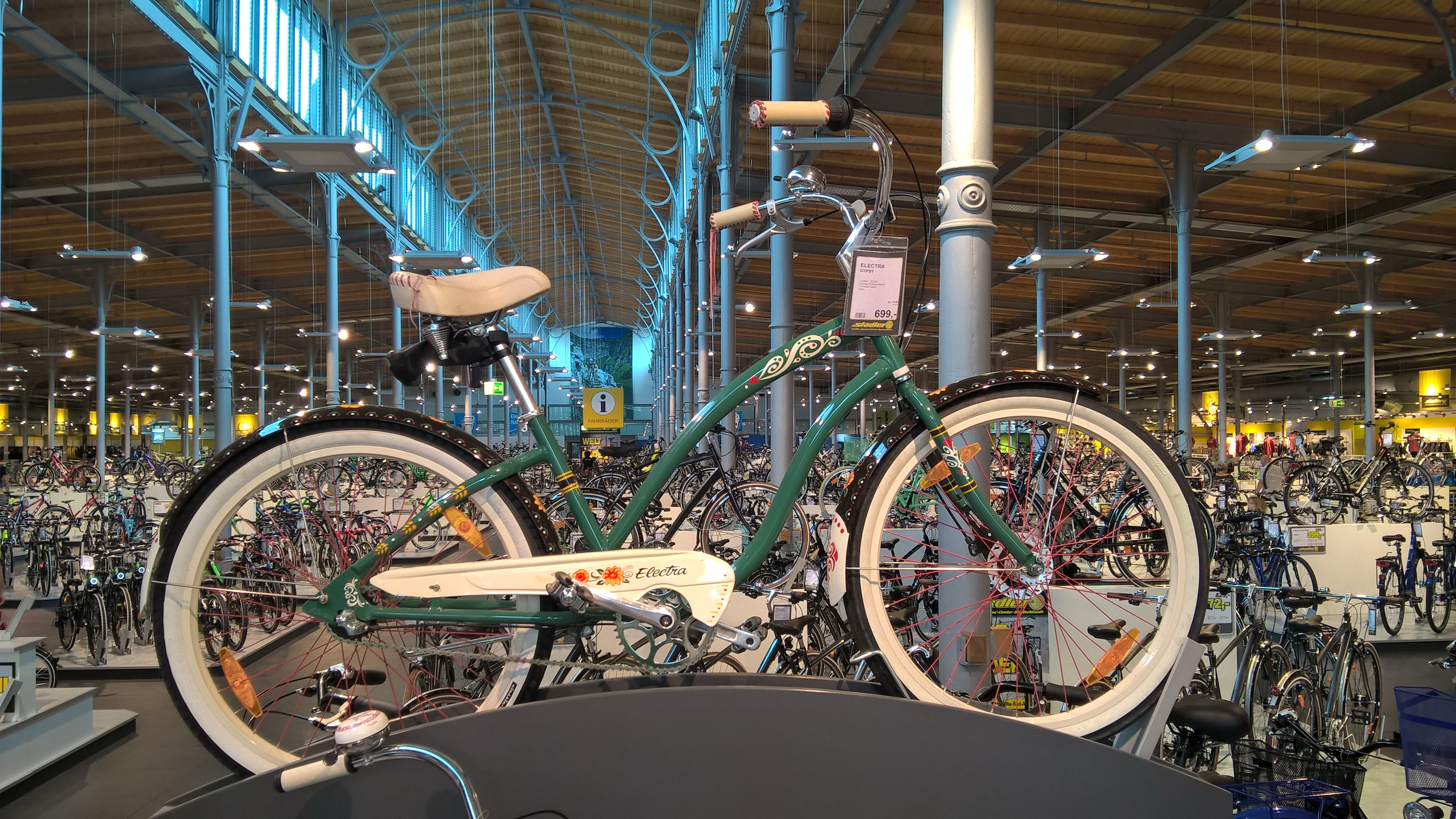
Der 2011 in der ehemaligen Rinderauktionshalle in Berlin-Prenzlauer Berg eröffnete Standort von Zweirad-Center Stadler stellte mit 16.000 m² Nutzfläche das damals größte Fahrradfachgeschäft Deutschlands dar.

Sein im Jahr 2025 verstorbener Sohn Helmut Stadler entwickelte die neuartige Idee einer ständigen Fahrradmesse mit großer Auswahl an Zweirädern, aber mit der Beratung eines Fachgeschäftes. 1976 entstand eine Niederlassung in Straubing.
1981 eröffnete Helmut Stadler das erste große Zweirad-Center in der Kirchmeierstraße in Regensburg. Mit einer Fläche von 7.500 m² war es damals in Deutschland der erste Markt dieser Art; heute verfügt der Stammsitz über eine Fläche von 12.000 m². 1992 übernahm Stadler Zweirad Linz im alten Gebäude des Stahlwerk Annahütte in Hammerau. Zwei Jahre später eröffnete das neu errichtete Geschäftsgebäude in der Sägewerkstraße 2 in Hammerau. Weitere Niederlassungen entstanden im Laufe der Jahre in diversen deutschen Städten. Im Dezember 2017 eröffnete Stadler eine Filiale in München Au-Haidhausen, während die bisherige Filiale in München-Pasing geschlossen wurde. In Österreich wurde 2020 in Vösendorf bei Wien die erste Filiale außerhalb Deutschlands eröffnet.
2021  besaß Stadler Märkte an 22 Standorten in Deutschland; einige davon verfügen auch über eine Motorradabteilung.

## Unternehmen
Zweirad-Center Stadler hat deutschlandweit 21 Filialen und einen Standort in Österreich. In den somit 22 Niederlassungen sind etwa 1.200 Mitarbeiter beschäftigt (Stand 2021). Stadler veröffentlicht keine genauen Geschäftszahlen. Ein Brachenmagazin den den geschätzten Umsatz 2021 mit 105 Millionen Euro an und schrieb, dass dies "deutlich zu niedrig sein dürfte".
Die einzelnen Standorte von Zweirad-Center Stadler sind jeweils rechtlich eigenständige Unternehmen und als GmbH organisiert. Deren Geschäftsführung bestand bis zu seinem Tod jeweils aus Helmut Stadler und seinen zwei Töchtern Bärbel Stadler und Caroline Elleke. Marketing und Vetrieb sowei der onlien Shop werden von der Regensurger Zweirad-Center Stadler GmbH geleistet. Des Weiteren gehört die VeloConcept GmbH auch zur Stadler-Gruppe Helmut Stadler war außerdem Aufsichtsratsvorsitzender der ZEG.

## Eigenmarken

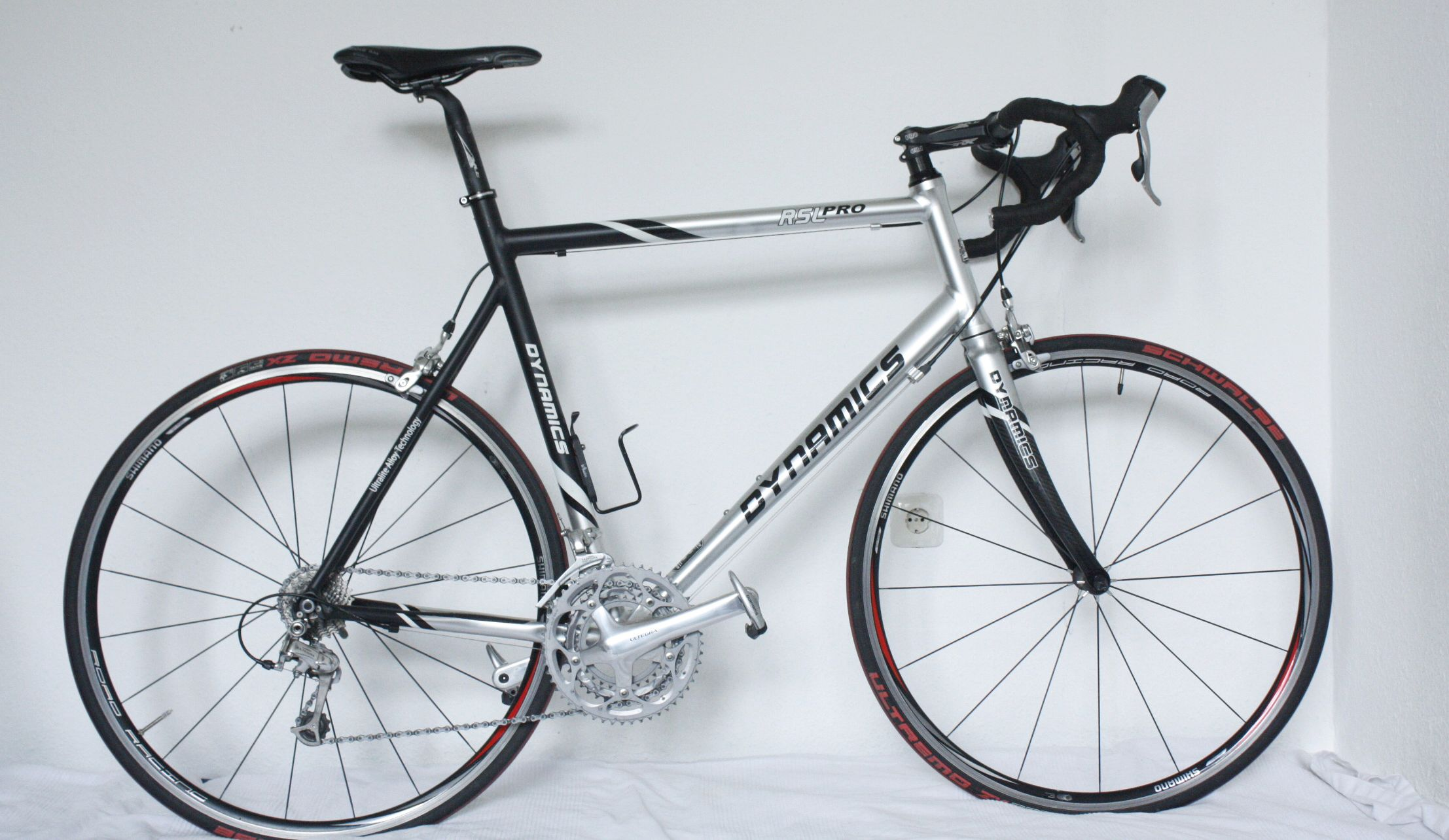
Rennrad der Stadler-Eigenmarke Dynamics (ca. 2012)

Stadler vertreibt Fahrräder und Fahrradzubehör unter Eigenmarken; dazu gehören Bike Manufaktur, Dynamics, Exte, Hera, Ragazzi, DynaBike und Triumph.

## Sponsoring
- Stadler sponsert das Inlineskater-Team PURE Racing-Team um Frank Bussmann.
- Von 2006 bis ca. 2010 hatte Stadler mehrere Inliner-Teams (Stadler-Luigino Racing Team, Stadler-X-Tech-Racing-Team & Stadler Racing Team) und ein Radsport-Team.[10]